# Long Sutton (Lincolnshire)
Long Sutton es una parroquia civil y una villa del distrito de South Holland, en el condado de Lincolnshire (Inglaterra).

## Geografía
Según la Oficina Nacional de Estadística británica, Long Sutton tiene una superficie de 15,04 km².

## Demografía
Según el censo de 2001, Long Sutton tenía 4331 habitantes (47,38% varones, 52,62% mujeres) y una densidad de población de 287,97 hab/km². El 14,82% eran menores de 16 años, el 71% tenían entre 16 y 74 y el 14,18% eran mayores de 74. La media de edad era de 47,23 años. Del total de habitantes con 16 o más años, el 17,54% estaban solteros, el 62,1% casados y el 20,36% divorciados o viudos.
El 97,32% de los habitantes eran originarios del Reino Unido. El resto de países europeos englobaban al 0,95% de la población, mientras que el 1,73% había nacido en cualquier otro lugar. Según su grupo étnico, el 98,87% eran blancos, el 0,21% mestizos, el 0,53% asiáticos, el 0,14% negros, el 0,12% chinos y el 0,14% de cualquier otro. El cristianismo era profesado por el 83,41%, el budismo por el 0,07%, el hinduismo por el 0,12%, el islam por el 0,09%, el sijismo por el 0,23% y cualquier otra religión, salvo el judaísmo, por el 0,18%. El 8,43% no eran religiosos y el 7,46% no marcaron ninguna opción en el censo.
1778 habitantes eran económicamente activos, 1706 de ellos (95,95%) empleados y 72 (4,05%) desempleados. Había 1947 hogares con residentes, 59 vacíos y 12 eran alojamientos vacacionales o segundas residencias.